# Vivantes Klinikum im Friedrichshain
Das Städtische Krankenhaus Am Friedrichshain (KFH) war das erste städtische Krankenhaus Berlins. Es befindet sich in Berlin-Friedrichshain, an der Landsberger Allee am Rande des Volksparks Friedrichshain und wurde im Jahr 1874 eingeweiht. Nach der deutschen Wiedervereinigung kam es aus dem staatlichen Besitz der DDR im Jahr 2001 als Vivantes Klinikum im Friedrichshain zum kommunalen Krankenhausbetreiber Vivantes (Alleingesellschafter: Land Berlin). Die Anlage ist ein denkmalgeschütztes Bauensemble. – Angeboten werden vollstationäre, teilstationäre und ambulante Behandlungen, die stetig steigen.

## Geschichte

Gedenkplatte für die Schenkung

Die Gründung des Krankenhauses erfolgte auf Initiative von Heinrich Kochhann und Rudolf Virchow und mit Hilfe eines auf fünf Jahre befristeten Legats des Kaufmanns Jean Jacques Fasquel über 50.000 Taler. Bedingung war, dass keine Frauen mit ihren wesenseigenen Leiden und keine Syphilitiker in dem Hause behandelt werden sollten.

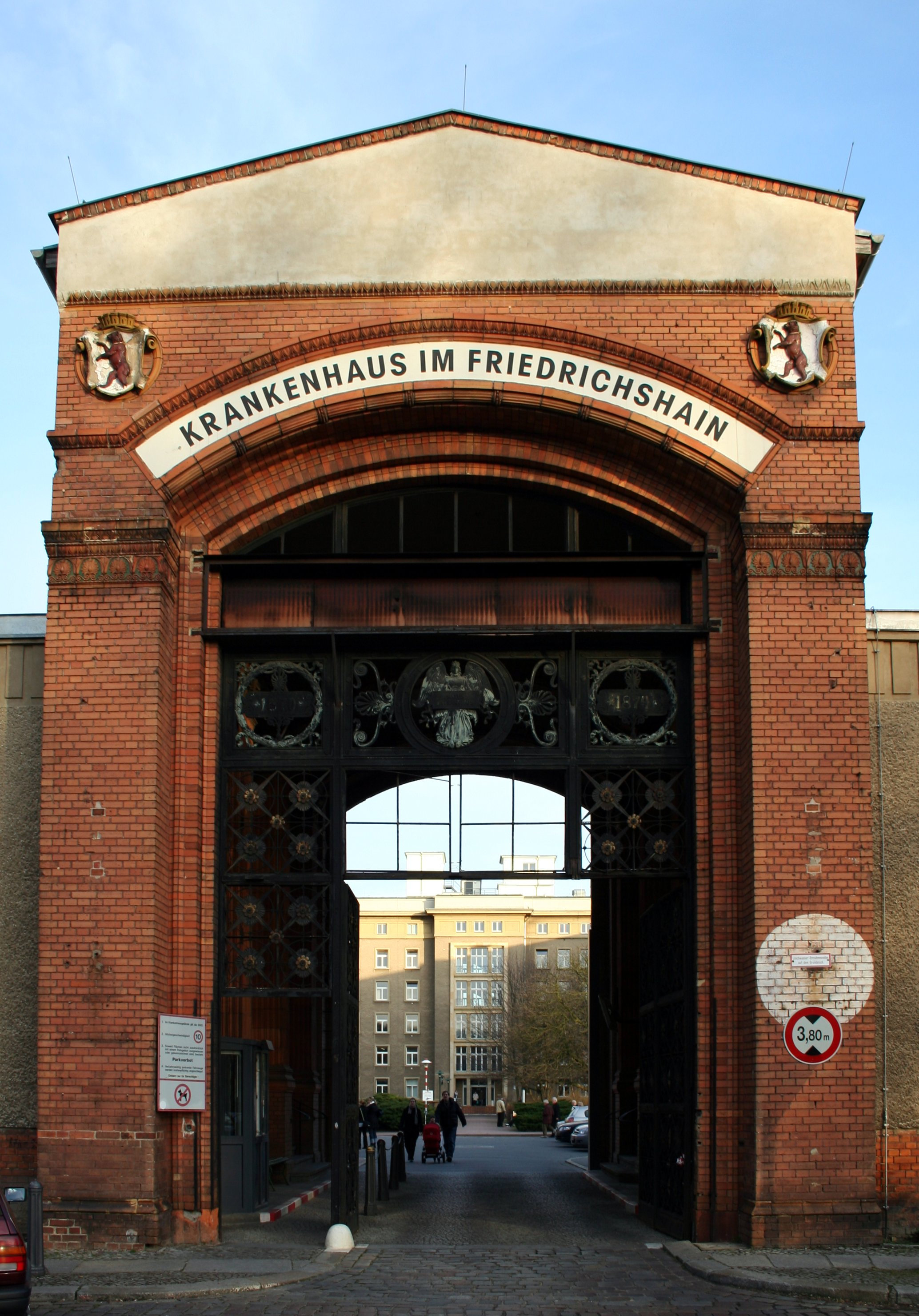
Historisches Eingangstor zum Krankenhaus mit den Jahreszahlen 1870 und 1874 an den gusseisernen Torflügeln. Der weiße Untergrund rechts zeigt eines der im Zweiten Weltkrieg aufgebrachten Schutzzeichen (Rotes Kreuz).

Der Magistrat von Berlin hatte die Architekten Martin Gropius und Heino Schmieden im Herbst 1866 mit der Planung für ein Städtisches Krankenhaus für insgesamt 600 Kranke beauftragt, das auf einer vom Volkspark Friedrichshain abzutrennenden Fläche von 95.500 m² errichtet werden sollte. Unter wesentlicher fachlicher Mitarbeit von Rudolf Virchow und der Leitung der Arbeiten vor Ort durch den Baurat Viktor von Weltzien (1836–1927) sowie der direkten Bauleitung durch die Architekten Gropius und Schmieden entstanden ein- und zweistöckige Pavillons, ein Isoliergebäude für Operationen, ein Dampfmaschinenhaus sowie der Haupteingang mit den angebauten Empfangsgebäuden und Beamtenwohnhäusern. In die Aufteilung in kleine Pavillons flossen Erfahrungen aus England, Nordamerika und Frankreich mit dem Pavillonstil ein, der Ende des 19. Jahrhunderts aus hygienischen Gründen als beispielhaft für Krankenanstalten galt. Zur selben Zeit wurde auch die neue Zufahrtsstraße unter Verantwortung der Architekten angelegt, die zunächst die Adresse Landsberger Chaussee behielt.
Zu einem späteren Zeitpunkt kamen Verwaltungsgebäude, Wirtschaftsgebäude, eine Wäscherei und weitere Bauten für Fachbereiche hinzu (1876, 1882, 1887), deren Pläne Gropius und Schmieden bereits mit ausgearbeitet hatten. Nach der Grundsteinlegung noch knapp vor Ablauf der Legatsfrist Ende 1868 dauerte die Errichtung der ersten Häuser im Stil der Backsteingotik, nun aus Mauerwerk und Verblendklinkern gestaltet, von 1870 bis 1874. Der repräsentative Eingang in der Landsberger Chaussee wurde propyläenartig gestaltet. Im schmiedeeisernen Torbogen sind die vergoldeten Jahreszahlen 1870 und 1874 festgehalten worden. Für öffentliche Bauten in Berlin hatte die Berlinische Hochbaudeputation im 19. Jahrhundert zur Fassadengestaltung rote Backsteine mit gelben Ziegelstreifen festgelegt, glasierte Schmuckbänder und einige historisierende Details als Terrakotta-Fassade lockerten die Bauten auf. Dem Stifter wurde im Torbogen eine marmorne Gedenktafel gewidmet.
Der erste Patient wurde am 8. Oktober 1874 zur Behandlung aufgenommen, bis dahin stand in Berlin nur die Charité als Krankenhaus zur Verfügung.
Der Volkspark Friedrichshain erfuhr als spätere Ausgleichsmaßnahme für den Flächenverlust durch den Krankenhausbau nach Nordosten hin eine Erweiterung.
Bis in die 1920er und 1930er Jahre folgten weitere Umbauten und Erweiterungen, so das Röntgenhaus und die Frauenklinik im typischen expressionistischen Baustil nach Entwürfen des Magistrats-Oberbaurats Franz Meurer. Eine von Gropius und Schmieden im ersten Bebauungsplan mitprojektierte Kapelle wurde nicht verwirklicht.
Weil der im Februar 1930 in diesem Krankenhaus verstorbene Horst Wessel von der NSDAP zum Märtyrer überhöht worden war, erhielt das Krankenhaus Anfang Oktober 1933 den Namen Horst-Wessel-Krankenhaus. Da der Bezirk Friedrichshain ebenfalls umbenannt worden war, lag es nun im Bezirk Horst-Wessel-Stadt.

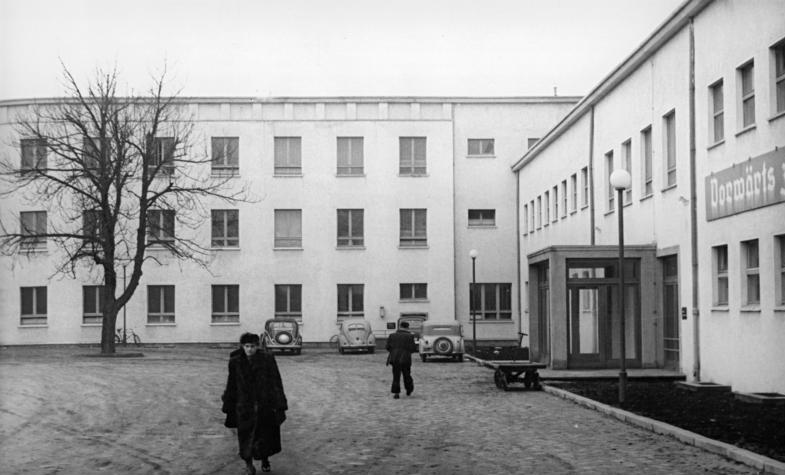
Eingangsbereich mit Poliklinik (1953)

Luftangriffe und andere Kampfhandlungen zerstörten im Zweiten Weltkrieg große Teile des Krankenhausgeländes. Erst ab 1948 begannen Reparaturen und Wiederaufbauarbeiten unter Verantwortung des als Ärztlicher Direktor eingesetzten Chirurgen Heinrich Klose. Nach Plänen des Bauateliers Kamps entstanden zwischen 1950 und 1955 eine sechsgeschossige Mehrflügelanlage als Bettenhaus und Operationstrakt, die einige der früheren Einzelhäuser U-förmig zusammenfasste, ein neuer Eingangsbereich mit Poliklinik und weitere Funktionsgebäude. Die zerstörten Seitenflügel am ursprünglichen Torgebäude wurden durch einfache schmucklos grau verputzte Häuser in gleichen Außenabmessungen ersetzt. Zu Beginn der 1960er Jahre eröffnete die Zentrale Rettungs- und Intensivtherapieabteilung (ZRI), in der Fachärzte Tag und Nacht über alle Möglichkeiten der Sofortdiagnostik und -therapie verfügten.
Nach der Deutschen Wiedervereinigung, bis September 2002 wurde der in den 1950er Jahren nicht ausgeführte vierte Flügel entlang der Landsberger Allee (wie die frühere Chaussee nun hieß) in Backsteinoptik mit einem neuen Empfangsbereich nach Entwürfen von Stephan Höhne fertiggestellt, dem die ehemalige Poliklinik weichen musste. Frühere Gebäudeteile wurden saniert oder teilrekonstruiert. Auch in den 2010er Jahren erhielt das Vivantes Klinikum im Friedrichshain weitere Ergänzungsbauten und umfangreiche Sanierungen sowie Neugestaltungen der Freiflächen.
Eine wesentliche bauliche Änderung ist der ab Mitte der 2010er Jahre an das vorherige Mittelteil des Komplexes beiderseits hinzugefügte Flügel. Hier konnten dringend benötigte Behandlungsmöglichkeiten untergebracht werden. Zudem entstand unter der vorherigen Fläche zum Ernst-Zinna-Weg hin eine großzügige Tiefgarage. Diese kann auch von Besuchern der Einrichtung genutzt werden.
Beispielsweise wurden im Jahr 2015 43.901 Patienten vollstationär, 1.198 teilstationär und 79.010 ambulant behandelt. Im Jahr 2023/204 waren sie gestiegen auf 118.000 Gesamtbehandlungen, davon 72.000 ambulant und 46.000 stationär.
Das KFH ist akademisches Lehrkrankenhaus der Charité – Universitätsmedizin Berlin.

## Bedeutung
Das Krankenhaus im Friedrichshain gehört seit seiner Gründung zu den führenden Krankenhäusern Berlins. Hier waren bedeutende Mediziner tätig, unter anderem Franz Büchner, Alexander von Domarus, Carl Friedländer, Paul Fürbringer, Hans Christian Gram, Heinrich Otto Kalk, Moritz Katzenstein, Moritz Mebel, Ludwig Pick, Willibald Pschyrembel, Max Schede, Fritz Schiff, Friedrich Trendelenburg, Hans Wildegans, Alfred Wolff-Eisner und Albert K. Schmauss. Bereits 1897 wurde ein Röntgen-Kabinett eingerichtet. 1969 entstand das in der DDR erste Zentrum für Nierentransplantationen.
Im 21. Jahrhundert ist das Klinikum im Friedrichshain eine der wichtigsten und größten Kliniken der Vivantes Netzwerk für Gesundheit GmbH, 22 Fachbereiche, zwei Zentren und ein Institut sind im Klinikum im Friedrichshain integriert. Dazu gehören unter anderem die operativen Kliniken für Neurochirurgie, HNO, Visceralchirurgie, Unfallchirurgie, Gefäß- und Thoraxchirurgie, Orthopädie, Dermatologie, Urologie, Gynäkologie und Geburtsmedizin, die Kliniken für Innere Medizin (Angiologie, Gastroenterologie, Kardiologie, Nephrologie) sowie die Klinik für Kinder- und Jugendmedizin, die Klinik für Anästhesie und die Klinik für Neurologie. Im Klinikum befindet sich außerdem ein Zentrum für Gefäßmedizin sowie eine Ambulanz für Gerinnungsstörungen.
Im Zentrum für Sauerstofftherapie und Tauchmedizin besteht die einzige Überdruckkammer in der Region Berlin-Brandenburg. Sie ist eine von sechs Druckkammern in Deutschland, die rund um die Uhr einsatzbereit ist. Im Jahr 2016 wurden rund 700 Patienten, darunter etwa 200 Notfälle, mit beispielsweise Rauchgasvergiftung, Hörsturz, Problemwunden oder Tauchunfall behandelt. Im November 2016 wurde eine neue Druckkammer für die Inbetriebnahme im Jahre 2017 geliefert.
Im Jahr 2007 eröffnete auf dem Klinikgelände eine psychiatrische Tagesklinik, 2008 wurde die bauliche und technische Erneuerung der Frauenklinik abgeschlossen.
Die Einrichtung ist Unfall-Schwerpunkt-Klinikum für den Versorgungsbereich Berlin-Mitte, weswegen es auf dem Klinikgelände einen eigenen Landeplatz für Rettungshubschrauber gibt und ein Notarzteinsatzfahrzeug der Berliner Feuerwehr stationiert ist. Die in den vierten Flügel Ende der 1990er integrierte Rettungsstelle wurde 2010/2011 komplett umgebaut und mit neuester Diagnosetechnik ausgestattet. Seit der Inbetriebnahme dieses Notfallzentrums mit Maximalversorgung wurden im Jahresdurchschnitt 50.000 Patienten behandelt, von denen etwa ein Drittel stationär aufgenommen werden musste.

## Standort Prenzlauer Berg
Seit 1. April 2010 ist das an der Prenzlauer Allee Ecke Danziger Straße im Bezirk Pankow gelegene Vivantes Klinikum Prenzlauer Berg, vormals Krankenhaus Prenzlauer Berg, dem Vivantes Klinikum im Friedrichshain als Standort Prenzlauer Berg angeschlossen.
Gemäß einem im Jahr 2008 gefassten Beschluss des Berliner Senats und der Geschäftsleitung von Vivantes war der Standort Prenzlauer Berg langfristig aufzugeben, wofür ein Erweiterungsbau des Klinikums im Friedrichshain am Standort Landsberger Allee notwendig wurde. Die Inbetriebnahme des Erweiterungsbaus an der Landsberger Allee verzögerte sich gegenüber der Planung, so dass der Komplettumzug der medizinischen Einrichtungen vom Prenzlauer Berg zum Friedrichshain erst im Februar 2020 erfolgen konnte. – In freigewordenen Räumlichkeiten in der Diesterwegstraße hatte Vivantes eine Abklärungsstelle für das Coronavirus eingerichtet, die jedoch nicht mehr aktiv ist (Stand Ende 2024). Außerdem standen hier 200 Betten als Reserve zur Behandlung von leicht erkrankten Patienten bereit.

## Statistik (Auswahl)
– in Klammern die jeweilige Jahreszahl –
- Bettenkapazität: 600 (1874), 1010 (1914), 680 (2004), 668 (2006), 900 (Ende 2011), 964 (2023)[4]
- Anzahl der Behandlungen: 24.111 (2004), 29.954 (2006), 103.000 (2011), 118.000 (2023)[4]
- Anzahl der Ärzte: 247 (2004), 233 (2006), 266 (2008), 460 (2012), 462 (2023)[4] bzw. 506[1]
- Anzahl der Pflegekräfte: 548 (2004), 408 (2006), 650 (2012), 847 (2023)[4] bzw. 1178[1]
- Anzahl der Mitarbeiter gesamt: 1022 (2008), 1588 (2023)[4]
- stationäre Behandlungen pro Jahr: 29.505, 40.000 (2012), 46.000 (2023)[4]
- ambulante Behandlungen pro Jahr: 48.678 (2006), 60.000 (2012)[18] 72.000 (2023)[4]

## Kunst (Auswahl)
In der Eingangshalle des Haupthauses stand etliche Jahre die Skulptur Orbit I von Bernhard Heiliger als Leihgabe aus der Berlinischen Galerie, die im Jahr 2014 abgebaut und eingelagert wurde. Weitere Metallskulpturen auf dem Gelände stammen von den Künstlern Achim Pahle und Hartmut Sy. Im Zugangsbereich befinden sich auch Wandbilder, die Bezug auf das Krankenhaus nehmen.
Die folgenden Bilder vermitteln einen kleinen Eindruck; eine Fotosammlung der ausgestellten Werke steht unter Commons.

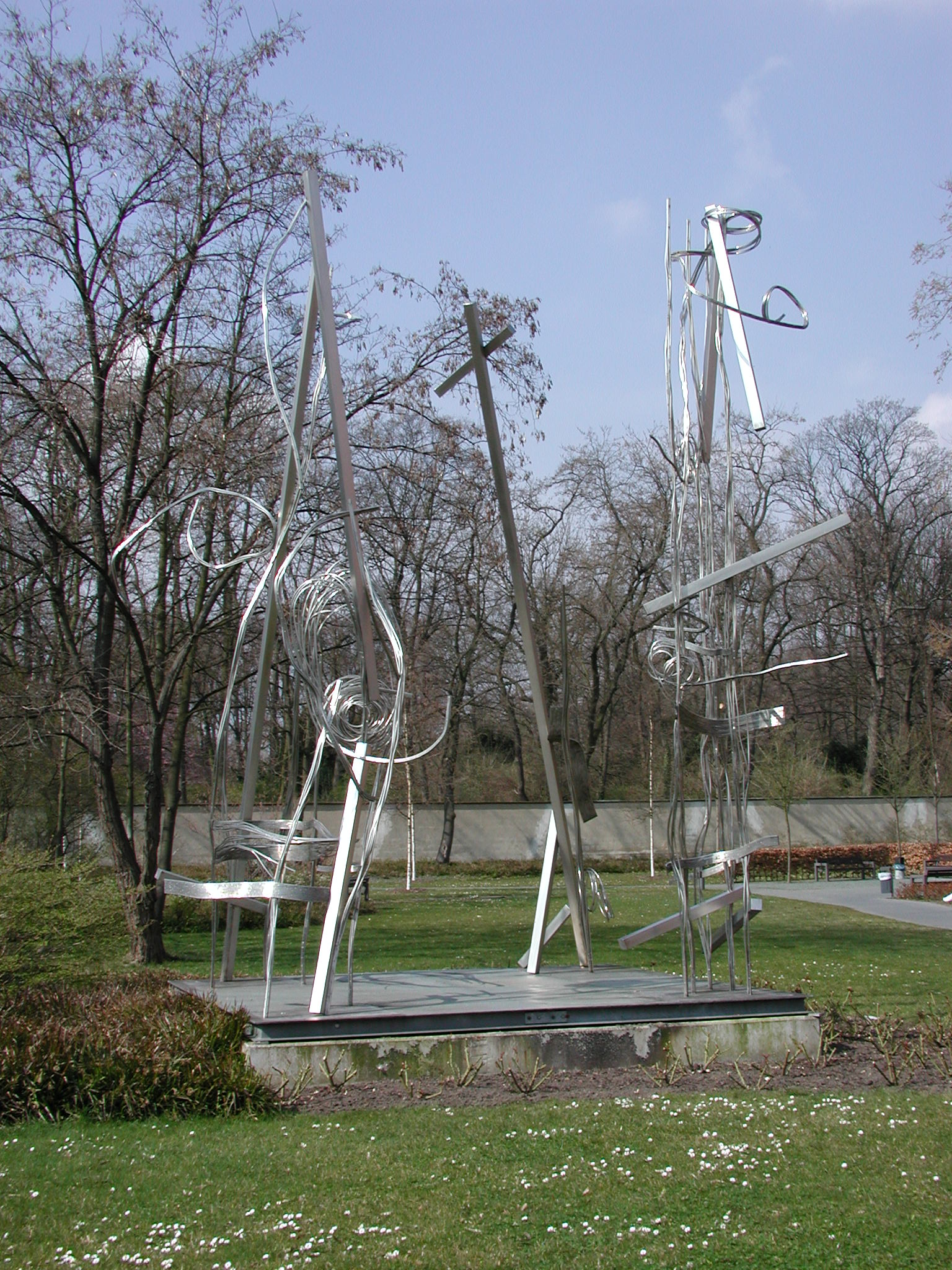
Elemente, Matschinsky-Denninghoff
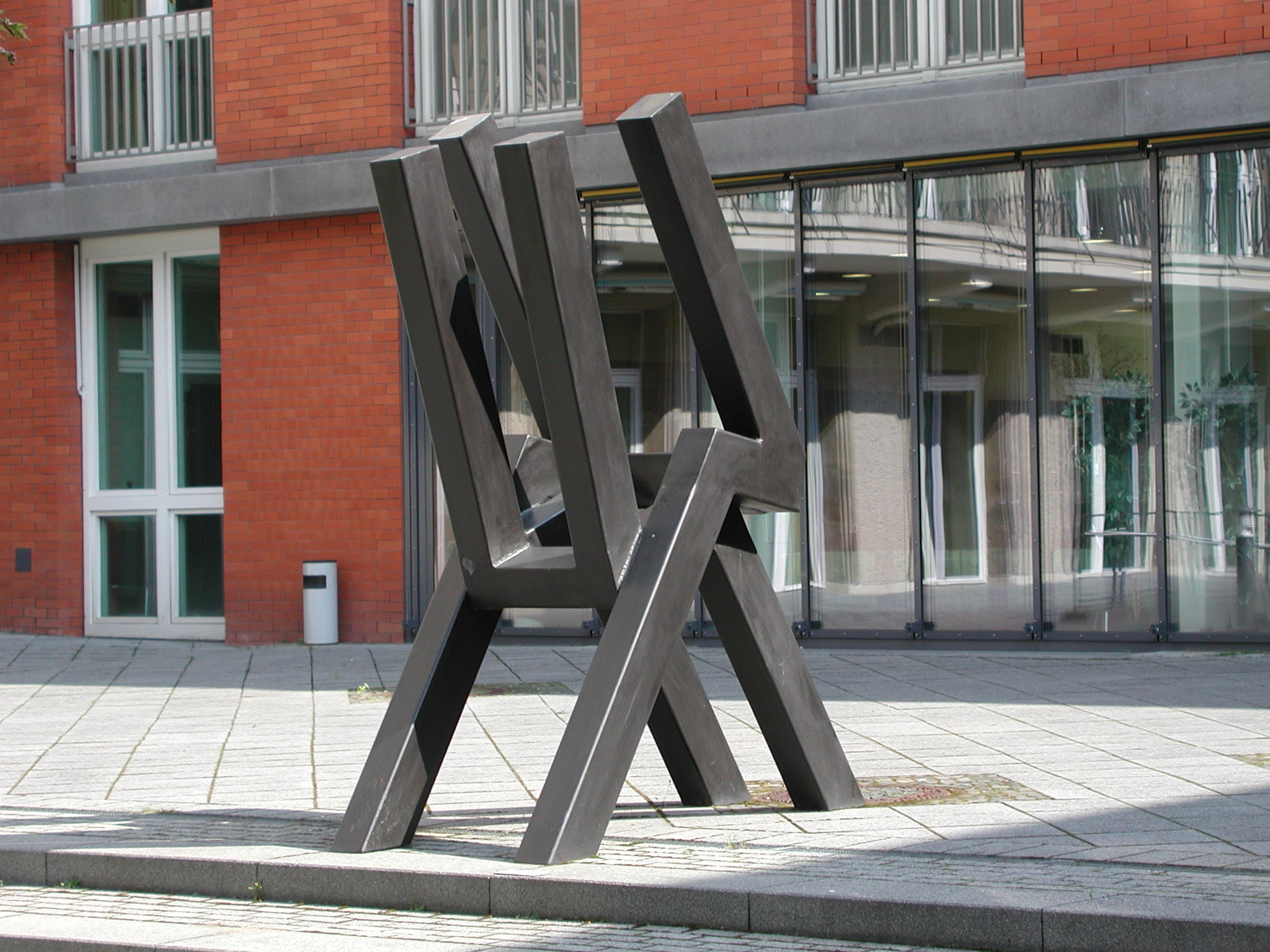
Abstrakte Metallskulptur
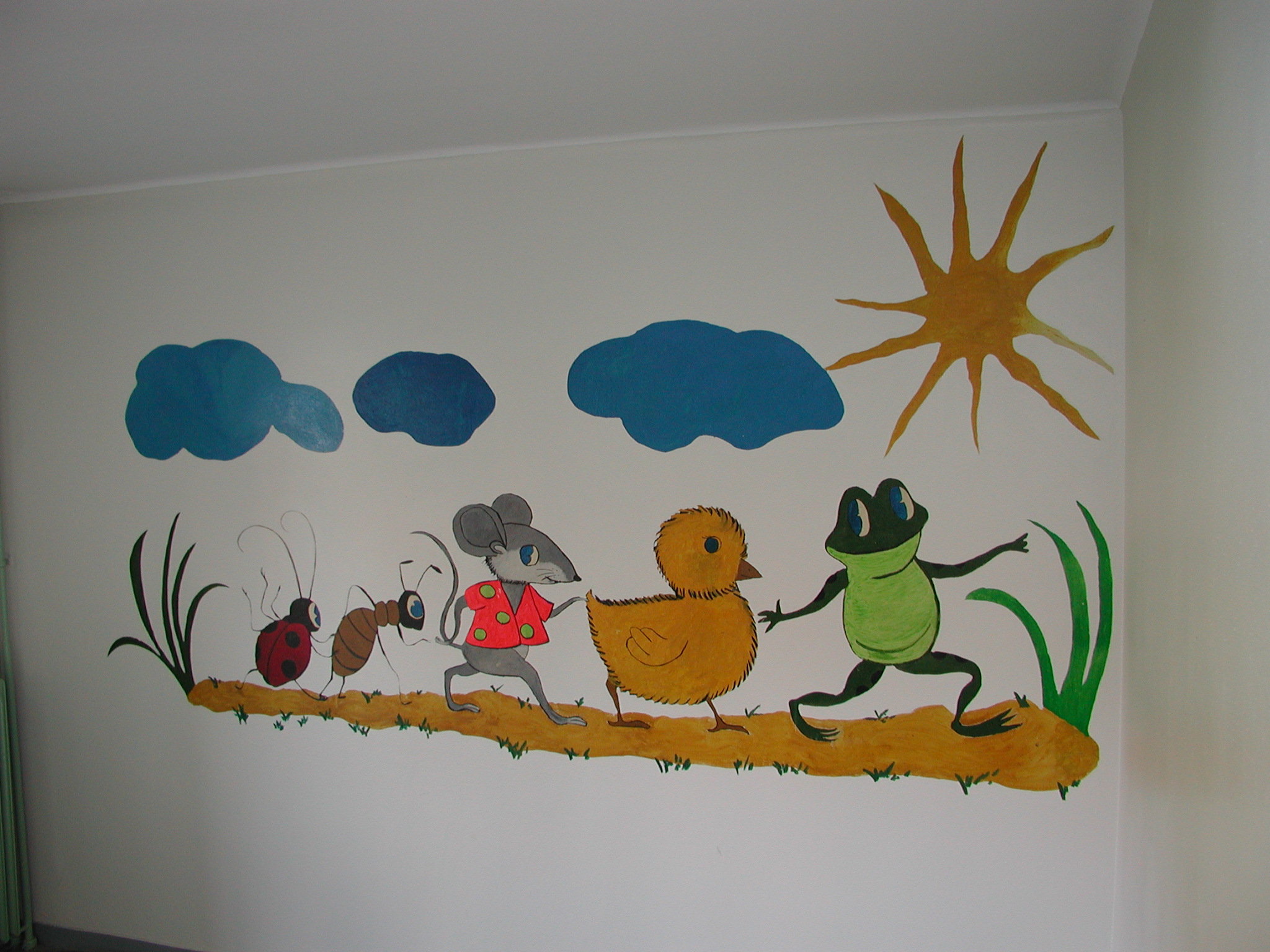
Wandbild vor der Kinderklinik